# Pat und Mat
Pat und Mat ist eine tschechoslowakische, dann tschechische Puppenserie. Die Serie hat aktuell 130 Folgen in 10 Staffeln und 8 Minifolgen (Stand September 2021), darüber hinaus erschienen drei Kinofilme zur Serie.

## Inhalt
Die Serie handelt von zwei Nachbarn, die vor ein Problem gestellt werden und es mit Werkzeug und Baumaterial zu lösen versuchen. Dies führt immer zu weiteren Komplikationen. Irgendwann schaffen es die beiden aber oft letztendlich doch noch, ein befriedigendes Ergebnis mit einer höchst ungewöhnlichen und ineffizienten Lösung zu erzeugen.
Gemäß den Autoren ist es die handwerkliche Ungeschicklichkeit, die in diesen Geschichten begeistert. Das Besondere an der Serie ist nicht nur der Humor, sondern auch die optimistische Lebenseinstellung. Die beiden Puppenfiguren geraten immer in knifflige Situationen, geben aber nie auf, bis sie das Problem kreativ gelöst haben. Die Charaktere können nicht sprechen.

## Produktion und Veröffentlichung
Pat und Mat tauchen zuerst 1976 im Kurzfilm Die Renovierer (Im Original Kuťáci) auf. Später erschienen weitere Kurzfilme von etwa 7 bis 8 Minuten Länge in der Serie ...und fertig! (Im Original: ...a je to!), wo die beiden ihr endgültiges Aussehen erhielten. 1989 wurden die beiden Heimwerker Pat und Mat getauft, was auch der neue Name der Serie wurde. Die Musik von Petr Skoumal besteht fast nur aus der Titelmelodie und Mundharmonikamusik. Lubomír Beneš gründete, nach der Öffnung des Eisernen Vorhangs, 1990 sein eigenes aiF Studio in Prag und Zürich (Marketing, Verkauf, Finanzierung). Dort produzierten er und sein Team 14 weitere Episoden und brachten alle 49 auf den internationalen Markt.
Die Serie wurde außer in der Tschechoslowakei (jetzt: Tschechien und Slowakei) auch in Polen, Österreich, Deutschland, der Schweiz, Brasilien, Finnland, den Niederlanden, Slowenien, Norwegen und dem Iran veröffentlicht. In der niederländischen Fassung haben Pat und Mat Stimmen. In der Schweiz heißt die Sendung Sepp und Heiri – Zwei liebenswerte Trottel.

## Im Fernsehen
| Welt        | Sender |
| ----------- | --- |
| Tschechien  | ČT1, ČT2, ČT :D, ČT art, Fox Kids                                                                               |
| Polen       | TVP1, Fox Kids, Jetix, Domo (Canal+ Domo), Fokus TV, Nowa TV, TVP ABC                                           |
| Deutschland | ARD (Spaß am Dienstag), ZDF (Ferienprogramm für Kinder), Fox Kids, Super RTL (Toggolino), RTL II (Pokito), KIKA |
| Österreich  | ORF 1 (Auch Spaß muss sein)                                                                                     |
| Schweiz     | SF eins |
| Niederlande | NCRV, VPRO |

## Folgen der Serie
| Folge | Produktionsjahr | Übersetzung des Titels | Originaler Titel                  | Episodenregisseur |
| ----- | --------------- | ---------------------- | --------------------------------- | ----------------- |
| 1     | 1976            | Die Bastler            | Kuťáci                            |                   |
| 2     | 1979            | Die Tapete             | Tapety                            |                   |
| 3     | 1979            | Die Werkstatt          | Dílna (Dielňa)                    |                   |
| 4     | 1979            | Der Teppich            | Koberec                           |                   |
| 5     | 1979            | Der Schaukelstuhl      | Houpací křeslo (Hojdacie kreslo)  |                   |
| 6     | 1979            | Das Bild               | Obraz                             |                   |
| 7     | 1979            | Die Garage             | Garáž                             |                   |
| 8     | 1979            | Das Licht              | Světlo (Svetlo)                   |                   |
| 9     | 1981            | Das Grammofon          | Gramofon (Gramofón)               |                   |
| 10    | 1981            | Der Grill              | Grill                             |                   |
| 11    | 1982            | Der Umzug              | Stěhování (Sťahovanie)            |                   |
| 12    | 1982            | Das Wasser             | Voda                              |                   |
| 13    | 1982            | Der Garten             | Zahrádka (Záhradka)               |                   |
| 14    | 1982            | Die Malerarbeiten      | Malování (Maľovanie)              |                   |
| 15    | 1982            | Die Springer           | Skokani                           |                   |
| 16    | 1982            | Das Kreuzworträtsel    | Křížovka (Krížovka)               |                   |
| 17    | 1983            | Das Vogelhaus          | Budka (Búdka)                     |                   |
| 18    | 1983            | Der Waschtag           | Velké prádlo (Veľké pranie)       |                   |
| 19    | 1983            | Die Turner             | Tělocvična (Telocvičňa)           |                   |
| 20    | 1983            | Das Picknick           | Snídaně v trávě (Raňajky v tráve) |                   |
| 21    | 1983            | Die Waschmaschine      | Pračka (Práčka)                   |                   |
| 22    | 1983            | Der Regen              | Déšť (Dážď)                       |                   |
| 23    | 1984            | Der Ausflug            | Výlet                             |                   |
| 24    | 1984            | Die Weinmacher         | Vinaři (Vinári)                   |                   |
| 25    | 1984            | Die Schlittschuhe      | Brusle (Korčule)                  |                   |
| 26    | 1984            | Das Klavier            | Klavír                            |                   |
| 27    | 1985            | Die Töpfer             | Hrnčíři (Hrnčiari)                |                   |
| 28    | 1985            | Die Störung            | Porucha                           |                   |
| 29    | 1985            | Der Apfel              | Jablko                            |                   |
| 30    | 1989            | Der Schlüssel          | Klíč                              |                   |
| 31    | 1989            | Die Möbel              | Nábytek                           |                   |
| 32    | 1990            | Der Rasenmäher         | Sekačka                           |                   |
| 33    | 1990            | Frühjahrsputz          | Generální úklid                   |                   |
| 34    | 1990            | Das Dach               | Střecha                           |                   |
| 35    | 1990            | Die Tür                | Dveře                             |                   |
| 36    | 1992            | Die Kekse              | Sušenky                           |                   |
| 37    | 1992            | Das Garagentor         | Vrata                             |                   |
| 38    | 1992            | Die Radfahrer          | Cyklisti                          |                   |
| 39    | 1992            | Wandfliesen            | Dlaždice                          |                   |
| 40    | 1992            | Das Parkett            | Parkety                           |                   |
| 41    | 1992            | Die Dachrinne          | Okap                              |                   |
| 42    | 1992            | Das Cabriolet          | Kabriolet                         |                   |
| 43    |                 | Der Ausfall            | Nehoda                            |                   |
| 44    |                 | Der Billardtisch       | Kulečník                          |                   |
| 45    |                 | Die Hecke              | Živý plot                         |                   |
| 46    |                 |                        |                                   |                   |

## Kinofilme
| Premiere          | Titel                      |
| ----------------- | -------------------------- |
| 31. März 2016     | Pat a Mat ve filmu         |
| 30. Juni 2018     | Pat a Mat znovu v akci     |
| 22. November 2018 | Pat a Mat: Zimní radovánky |